# Stosunek masy do światła
Stosunek masy do światła – iloraz całkowitej masy w danej objętości przestrzeni i jej jasności, zazwyczaj oznaczany symbolem {\displaystyle \Upsilon }. Objętość zajmowana przez masę zazwyczaj oznacza obszar o skali galaktyki lub gromady galaktyk.
Często stosunek masy do światła podawany jest w odniesieniu do wartości obliczonej dla Słońca. Wartość ta jest stała, wynosi {\displaystyle \Upsilon _{\odot }} = 5133 kg/W. Stosunek masy do światła dla galaktyk i ich gromad jest znacznie większy niż {\displaystyle \Upsilon _{\odot }} z uwagi na fakt, że większość materii w tych obiektach nie znajduje się w gwiazdach, lecz jest obserwowana jako forma ciemnej materii.
Jasności są określane przez pomiary fotometrycze i korygowane o przygaszenie związane z odległością oraz efekty ekstyncji. Dla obiektów o nieznanym całym spektrum promieniowania emitowanego przez obiekt, wykonuje ekstrapolację na nieznane zakresy.
Masy są często szacowane na podstawie dynamiki systemów wirialnych lub soczewkowania grawitacyjnego.
Typowy stosunek masy do światła dla galaktyk wynosi od 2 do 10 {\displaystyle \Upsilon _{\odot }} w przypadku największych obszarów. Dla widzialnego Wszechświata wynosi około 100 {\displaystyle \Upsilon _{\odot },} zgodnie z najlepiej pasującym modelem kosmologicznym.